# 천복사
젠푸사(천복사, 荐福寺)는 중국 섬서성의 고도, 서안 시 남쪽 교외에 있는 불교사원이다. 그 옛 땅은 당나라 때의 수도 장안성 왼쪽 거리 주작대가에 접하는 개화방과 안인방의 두 방에 해당한다.

## 개요
천복사는 원래 중종 이광이 즉위하기 전에 살았던 저택으로, 684년(문명 원년) 고종이 병으로 승하하자 안녕을 기원하기 위해서, 무측천이 건립한 헌복사가 그 시작이다. 헌복사는 수나라 때 양제 진왕의 저택이 있던 옛 땅이기도 하였다. 690년(천수 원년)에 현재의 천복사라는 이름으로 개명을 하였다.
천복사의 규모는 개화방의 남쪽 절반을 차지하며, 소안탑이 있는 남쪽 근처의 안인방에도 미치고 있었다. 천복사에 거주하는 승려는 약 200명 가까이 있었다고 한다. 706년(신용 2년), 번경원이 설치되어 경용 중에는 소안탑이 건립되었다. 번경원에서는 의정 삼장이 불전의 한역에 임해, 모두 20부의 경전을 이곳에서 번역하였다.
712년(선천 원년) 화엄종의 제3 조인 법장이 천복사에서 입적하였다. 대천복사는 화엄종과의 관계가 깊고, 운화사와 함께 장안에서 화엄 교육과 학문의 성지로 여겨져 소안탑은 화엄탑이라고도 불렸다.
현종 조에 밀교를 중국에게 전한 금강지 삼장이 730년(개원 18년)부터 741년(개원 29년)까지 약 8년간 천복사에 거주하며 대만도라관정 도량을 건립하고 밀교 경전을 한역했다. 845년(회창 5년) 무종에 의한 회창의 폐불 사건 때는 대자은사, 서명사, 대장엄사와 함께 폐사를 모면했다.
청나라 때 천복사는 여러 번 중건되었고, 강희제 31년 가장 큰 중건이 이루어졌다. 청나라 말기에는 남산문 등의 많은 건축물들이 추가로 세워졌다.

## 같이 보기
- 소안탑